# 内野町 (新潟市)
内野町 （うちのまち）。は、新潟県新潟市西区の町字。丁番を持たない単独町名であり、住居表示未実施区域。郵便番号は950-2112。

## 概要
1960年（昭和35年）から現在までの町名。角田山北東の新川流域に位置する。もとは江戸時代から1889年（明治22年）まであった内野村の区域の一部で、古くは内野新田村とも称した。

### 隣接する町字
北から東回り順に、以下の町字と隣接する。
- 大学南
- 内野山手

※ 西川を挟んで新通西、槇尾と隣接。新川を挟んで内野戸中才、内野西と隣接。

## 歴史
1854年（安政元年）に長岡藩の相給となる。古くは崎山と細越の2村であったと伝えられる。

### 分立した町字
1889年（明治22年）以後に、以下の町字が分立。
内野山手 (うちのやまて)
1991年（平成3年）2月9日に分立した町字。
内野西 (うちのにし)
1993年（平成5年）11月1日に分立した町字。
内野戸中才 (うちのとなかさい)
1960年（昭和35年）に分立した町字。
内野潟端 (うちのかたはた)
1960年（昭和35年）に分立した町字。地名は旧大字と小字を合わせたもの。
内野崎山 (うちのさきやま)
1960年（昭和35年）に分立した町字。地名は旧大字と小字を合わせたもの。
内野関場 (うちのせきば)
1960年（昭和35年）に分立した町字。地名は旧大字と小字を合わせたもの。
内野早角 (うちのはやつの)
1960年（昭和35年）に分立した町字。地名は旧大字と小字を合わせたもの。
内野潟向 (うちのかたむかい)
1960年（昭和35年）に分立した町字。地名は旧大字と小字を合わせたもの。
内野長潟 (うちのながた)
1960年（昭和35年）に分立した町字。地名は旧大字と小字を合わせたもの。

### 年表
- 1889年（明治22年）4月1日 : 町村制施行に伴い西蒲原郡内野村が村制施行し、内野村が発足。
- 1901年（明治34年）11月1日 : 合併により内野村の大字内野となる。
- 1928年（昭和3年）10月1日 : 内野村が町制を施行し、内野町の大字となる。
- 1960年（昭和35年）1月11日 : 合併と同時に新潟市の町丁となり、内野町に改称。
- 2007年（平成19年）4月1日 : 新潟市の政令指定都市移行により、西区の町丁となる。

## 世帯数と人口
2021年（令和3年）2月28日現在の世帯数と人口は以下の通りである。
| 町丁   | 世帯数  | 人口    |
| ------ | ------- | ------- |
| 内野町 | 990世帯 | 2,136人 |

## 小・中学校の学区
市立小・中学校に通う場合、学区は以下の通りとなる。
| 番地 | 小学校             | 中学校             |
| ---- | ------------------ | ------------------ |
| 全域 | 新潟市立内野小学校 | 新潟市立内野中学校 |

## 主な企業・施設
- 新潟市西区役所 西出張所
- 新潟市立内野図書館
- 内野町郵便局
- 第四北越銀行 内野支店
- 興栄信用組合

## 交通

### 鉄道
東日本旅客鉄道（JR東日本）
- ■越後線
  - 内野駅

### 道路
県道
- 新潟県道2号新潟寺泊線
- 新潟県道16号新潟亀田内野線
- 新潟県道140号内野停車場線

### バス
新潟交通路線バス
2016年10月現在の路線を示す。各路線の系統など詳細は「新潟交通のバス路線一覧#西新潟方面」を参照。
- 内野四ツ角停留所 - 内野二番町停留所 - 内野一番町停留所
  - W2 西小針線
  - W3 寺尾線
  - W4 大堀線
- 内野四ツ角停留所 - 内野七番町停留所 - 西川橋停留所
  - W4 大堀線
  - 黒鳥 黒鳥線
- 内野駅前停留所
  - W1 有明線
  - W2 西小針線